# Betazuch
Betazuch, Betasuchus – czworonożny, mięsożerny dinozaur. Teropod spokrewniony z karnotaurem.

## Nazwa
Betasuchus wziął swoją nazwę od greckiej litery oraz krokodyla – czyli beta krokodyl.

## Wielkość
Prawdopodobnie mniejszy od większości przedstawicieli nadrodziny abelizaurów.

## Występowanie
Zamieszkiwał dzisiejszą Europę (Holandia) w późnej kredzie.

## Odkrycie
Znalezione w kamieniołomie w Maastricht (Holandia) bardzo nieliczne szczątki (pojedyncza kość) opisano jako gatunek megalozaura. Przeniesienia do osobnego rodzaju dokonał w 1932 r. Friedrich von Huene.

## Opis
Prawdopodobnie – jak w wypadku innych teropodów z grupy ceratozaurów: dwunożny, przednie kończyny mniejsze od tylnych, stanowiący przeciwwagę ogon, solidna szczęka, obfitująca w ostre zęby.

## Systematyka
Razem z wieloma innymi gatunkami zaliczany pierwotnie do rodzaju Megalosaurus, potem umieszczony w osobnym rodzaju Betasuchus o niepewnej klasyfikacji, nieraz uważany nawet za ornitomimozaura (także przez von Huene). Obecnie wydaje się, iż betazuch był rodzajem należącym do grupy abelizaurów.